# Jules Bastide

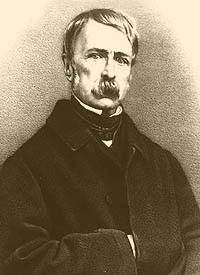
Jules Bastide

Jules Bastide (* 21. November 1800 in Paris; † 2. März 1879 ebenda) war ein französischer Politiker und Journalist.

## Leben
Der Sohn eines Maklers war Schüler am Lycée Henri IV, studierte eine Zeit lang Rechtswissenschaften und betätigte sich im Holzgeschäft. 1821 trat er der Charbonnerie bei, die sich in der Zeit der Restauration gegen die Monarchie einsetzte. Nach der Julirevolution von 1830 erhielt Bastide einen Posten als Artilleriekapitän der Nationalgarde, blieb aber in Opposition gegen die Monarchie unter Ludwig Philipp. Am 5. Juni 1832 nahm er an der Beerdigung von General Lamarque teil und wurde anlässlich des darauffolgenden Aufstandes zum Tode verurteilt. Bastide flüchtete aus dem Gefängnis und ging ins Londoner Exil. Nach seiner Rückkehr nach Paris zwei Jahre später wurde er von einer Jury freigesprochen. Im Jahr 1836 nahm er eine Laufbahn beim republikanischen Blatt Le National ein und leitete es nach dem Tod Armand Carrels für einige Zeit. Zehn Jahre später verließ er aufgrund von philosophischen Meinungsverschiedenheiten mit einem Großteil der Mitarbeiter des Blattes die Redaktion und arbeitete zusammen mit Philippe Buchez an der Revue nationale. Nach der Februarrevolution 1848 wurde er am 28. Februar 1848 zum Generalsekretär im Außenministerium berufen, am 11. Mai 1848 übernahm er das Ministeramt, das er – mit kurzer Unterbrechung – bis zum 20. Dezember 1848 ausübte. Schon vorher, am 23. Mai, wurde zum Abgeordneten in der Assemblée constituante für das Département Seine-et-Marne gewählt. Nach dem Staatsstreich Louis Napoleons 1851 zog er sich aus dem öffentlichen Leben zurück. 1857 trat er erfolglos zur Wahl für das Parlament an. Bastide starb am 2. März 1879 in Paris.

## Werke
- De l'éducation publique en France, 1847
- Histoire de la Législative, 1847 (nur Band 1, Reihe nicht fortgesetzt)
- La république française et l'Italie en 1848, 1859
- Les guerres de religion en France, 1859